# オウチュウ
オウチュウ（烏秋、学名：Dicrurus macrocercus）は、鳥綱スズメ目オウチュウ科に分類される1種。
この名称は、台湾語のoo-tshiuが由来である。

## 形態
全長約28cm。成鳥は全身が青みがかった黒色で、羽には光沢がある。尾は長く、先端が逆Y字に割れており、野外で本種を識別する際の特徴となっている。嘴と足も黒い。

## 亜種
以下の亜種がある。
- D. m. albirictus (Hodgson, 1836) - 南東イラン、東部アフガニスタンから北部インド、南東チベット、北西ミャンマー。
- D. m. macrocercus Vieillot, 1817 - 南東パキスタン、中部・南部インド。
- D. m. minor Blyth, 1850 - スリランカ。
- D. m. cathoecus Swinhoe, 1871 - 中部・東部・南部中国から東部ミャンマー、北部タイ、北部インドネシア。
- D. m. thai Kloss, 1921 - 南部ミャンマーからインドネシア。
- D. m. harterti Baker, ECS, 1918 - 台湾。
- D. m. javanus Kloss, 1921 - ジャワ島、バリ島。

## 分布
中国東部から台湾、東南アジア、インドに分布する。中国に生息する個体は、冬期には南方へ渡る。
日本では数少ない旅鳥として、主に春に記録される。日本海の島部や南西諸島では比較的よく観察される。

## 生態
開けた森や田畑、市街地に生息する。浅く波を描くようにふわふわと飛びながら、昆虫類を捕食する。「ジーッ」、「ジェー」など、やや濁った声で鳴く。